# حمض السياليك

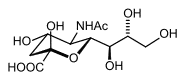
حمض السَّيَاليك

حمض السَّيَاليك (بالإنجليزية: Sialic Acid)‏ هوَ أيّ حِمضٍ مِن مَجموعة الكربوهيدرات الأمينية، التي تُعدّ من مُكوّناتَ البروتين المُخاطِيّ والبروتينات السُكّرية، خُصوصاً في النَسيج الحيواني وَخَلايا الدم.